# Bayernwelle SüdOst
Bayernwelle SüdOst (eigene Schreibung) ist ein privater Lokalradiosender mit Sitz in Freilassing, der im Raum Chiemgau und Berchtesgadener Land seit dem 1. Januar 2009 sendet und die Programme von Untersberg live und Radio Chiemgau ersetzt. Das Unternehmen firmiert unter der offiziellen Bezeichnung Radio Berchtesgadener Land & Chiemgau GmbH.
Als Gesellschafter sind zu jeweils 50 % die Lokalradio Berchtesgadener Land GmbH & Co. „Untersberg live“ KG und Radio Chiemgau Programmanbieter GmbH & Co. KG beteiligt.

Logo von 2009 bis 2018

## Programm
Bayernwelle SüdOst wird seit dem 1. Januar 2009 als ein Sender mit dem Format Soft AC betrieben.
Die Sendezeit beträgt 24 Stunden täglich, incl. Spartenanbieter, wobei wochentags mindestens 13 Stunden und am Wochenende insgesamt mindestens 12 Stunden eigenproduziertes Programm vorgesehen sind. In der verbleibenden Zeit wird das Programm der BLR übernommen.
Die Lokalnachrichten wurden bis Ende 2018 für die Landkreise Berchtesgadener Land und Traunstein getrennt produziert und ausgestrahlt. Seit 2019 werden die Nachrichten für beide Landkreise in Freilassing produziert. Die Werbeflächen sind aber weiterhin regionalisiert.

## Empfang
DAB: Seit Oktober 2020 ist das Programm über den DAB+-Kanal 7A (Oberbayern Süd) empfangbar.
UKW: Mit diesen Frequenzen wird das gesamte Berchtesgadener Land, der Landkreis Traunstein und die angrenzenden Umgebungen (z. B. Salzburg oder der angrenzende östliche Landkreis Rosenheim) abgedeckt.
| Frequenz  | Sender                    | Leistung |
| --------- | ------------------------- | -------- |
| 88,2 MHz  | Bad Reichenhall-Kirchholz | 0,3 kW   |
| 89,0 MHz  | Högl                      | 0,3 kW   |
| 90,1 MHz  | Waging am See             | 0,05 kW  |
| 89,3 MHz  | Berchtesgaden             | 0,1 kW   |
| 99,4 MHz  | Traunstein-Einham         | 0,3 kW   |
| 101,5 MHz | Trostberg                 | 0,32 kW  |